# Pandanus paucicarpellatus
Pandanus paucicarpellatus är en enhjärtbladig växtart som beskrevs av Harold St.John. Pandanus paucicarpellatus ingår i släktet Pandanus och familjen Pandanaceae.
Artens utbredningsområde är Samoa. Inga underarter finns listade.